# Nulla in mundo pax sincera
Nulla in mundo pax sincera, RV 630, es un motete sacro compuesto por Antonio Vivaldi en 1735, con un texto latino de autor desconocido. El título puede traducirse como "En este mundo no hay paz sincera". Escrito en la tonalidad de mi mayor y en el típico estilo lírico italiano barroco, está pensado para una soprano solista y un acompañamiento instrumental de dos violines, viola y bajo continuo (habitualmente realizado por un violonchelo y un instrumento de teclado que, en el caso de Vivaldi, a menudo es un órgano). El texto describe las imperfecciones de un mundo lleno de maldad y de pecado, y alaba a Jesús por la salvación que ofrece. Se le considera uno de los motetes más hermosos de Vivaldi.
La obra consta de tres partes (Aria; Recitativo; Aria) y termina con un Aleluya. La pieza tiene una duración aproximada de 13 minutos.

## Uso en bandas sonoras
La primera aria apareció en los créditos finales de la película Shine (1996).

## Grabaciones discográficas
- Emma Kirkby acompañada por la Academy of Ancient Music.[cita requerida]

## Texto
| Aria Nulla in mundo pax sincera sine felle; pura et vera, dulcis Jesu, est in te. Inter poenas et tormenta vivit anima contenta casti amoris sola spe. Recitativo Blando colore oculos mundus decepit at occulto vulnere corda conficit; fugiamus ridentem, vitemus sequentem, nam delicias ostentando arte secura vellet ludendo superare. Aria Spirat anguis inter flores et colores explicando tegit fel. Sed occulto factus ore homo demens in amore saepe lambit quasi mel. Alleluia | Aria. En este mundo no existe la paz sincera, libre de amargura, pura y verdadera. Dulce Jesús, se encuentra en Ti. En medio del castigo y del tormento vive el alma contenta, con la única esperanza en el amor casto. Recitativo. Este mundo engaña al ojo por la superficie de los encantos, pero está corroído por heridas escondidas. Huyamos del que sonríe, huyamos del que nos sigue, al mostrar hábilmente sus placeres, este mundo nos embarga por el engaño. Aria. La serpiente sisea entre flores y belleza, y, desenroscándose, oculta su veneno. Pero por los besos furtivos, un hombre enloquecido por amor a menudo la besa como si lamiera miel. Aleluya. |